# Гуружапов, Виктор Александрович
Виктор Александрович Гуружапов (1 января 1948, Приморский край — 22 октября 2019) — советский и российский психолог. Доктор психологических наук, профессор, специалист в области психологии образования и музейной педагогики. Заведующий кафедрой педагогической психологии факультета психологии образования МГППУ (с 1999 года).

## Биография
В. А. Гуружапов являлся руководителем секции «Психология и педагогика начального образования» Учебно-методического объединения вузов РФ по направлению «Психолого-педагогическое образование».
Член Общества психологов России, Федерации психологов образования России и Союза журналистов РФ. Член Международного общества культурно-деятельностных исследований (International Society for Cultural and Activity Research, ISCAR), Международной ассоциации развивающего обучения.
1971 г. — окончил Иркутский государственный университет, математический факультет.
1972 г. — работал преподавателем в Восточно-Сибирском технологическом институте.
1974-76 гг. — руководил изостудией в г. Улан-Удэ.
1976-78 гг. — учеба на факультете психологии МГУ им. М. В. Ломоносова.
1981 г. — окончил аспирантуру НИИ общей и педагогической психологии АПН СССР (ныне Психологический институт РАО).
1983 г. — защитил кандидатскую диссертацию по теме «Развитие понимания младшими школьниками искусства в процессе обучения живописи».
1986—2011 гг. — являлся старшим научным сотрудником Третьяковской галереи, с 1999 г. заведовал там отделом методической работы и музейной педагогики.
2002 г. — защитил докторскую диссертацию по теме «Смыслопорождающие системы понимания искусства детьми младшего школьного и подросткового возраста (на материале живописи и графики)».

## Научная деятельность
В. А. Гуружапов принимал активное участие в следующих областях научных и научно-методических исследований: теория развивающего обучения (система Д. Б. Эльконина — В. В. Давыдова), психология художественного развития детей, психология деятельностной педагогики, теория и практика высшего профессионального образования психолого-педагогического направления, музейная педагогика, экспертиза инноваций в области современного общего образования.
Принимал активное участие в разработке Федерального государственного образовательного стандарта высшего профессионального образования по направлению подготовки «Психолого-педагогическое образование».
Как эксперт принимал участие в деятельности инновационной образовательной сети «Эврика». Осуществлял научное руководством рядом экспериментальных площадок на базе школ г. Москвы и г. Улан-Удэ.

## Издательская деятельность
В. А. Гуружапов являлся членом редакционных коллегий журналов:
- «Психологическая наука и образование»[4]
- «Культурно-историческая психология»[5]
- «Искусство в школе»[6]

## Преподавательская деятельность
В. А. Гуружапов читал лекции на очном и очно-заочном отделениях факультета «Психология образования» по дисциплинам:
- «Проектирование и экспертиза образовательных технологий и сред»
- «Введение в психологический анализ учебно-воспитательного процесса в школе»
- «Психологическая теория учебной деятельности»[7].

Являлся руководителем двух магистерских программ: «Психология и педагогика воспитания учащихся» (реализуется МГППУ совместно с Первым Римским Университетом) и «Обучение и развитие младших школьников». В магистратуре читал курсы:
- «Проектирование и экспертиза образовательных систем»
- «Организация профессиональной деятельности ППН».

## Награды и звания
- Заслуженный работник образования Республики Бурятия (1996 г.)
- Премия Президента Российской Федерации в области образования (1998 г.) — за разработку «Системы психологического обеспечения развивающего образования на основе социогенеза» для региональных систем образования[10].
- Почетный работник высшего профессионального образования РФ (2007 г.)
- Серебряный знак «Пси» за заслуги в развитии психологии (2008 г.)
- Лауреат премии и знак «Золотой фонд прессы» (2008 г.)
- Юбилейная медаль «За особые заслуги в развивающем обучении» Международной Ассоциации «Развивающее обучение» (2008 г.) — как учёный и практик, способствующий становлению и развитию образовательной системы Д. Б. Эльконина — В. В. Давыдова[11]

## Основные публикации
1. Гуружапов В. А. Как учить детей понимать изобразительное искусство. Очерки психологии порождения смысла произведений живописи и графики. — М.: РИА «Мы и мир», 1999.
2. Гуружапов В. А. Экспертиза учебного процесса развивающего обучения в системе Д. Б. Эльконина — В. В. Давыдова. Учебно-методическое пособие. — М.: АНО Центр «Развивающее образование», 1999.
3. Инновационная сеть развивающего образования / Под ред. В. А. Гуружапова. — М.: Эврика, 2003.
4. Гуружапов В. А. Экспертиза образовательных технологий и сред. Учебно-методическое пособие. — М.: АНО «ПЭБ», 2010.
5. Гуружапов В. А. Учебная деятельность в развивающем обучении (система Д. Б. Эльконина — В. В. Давыдова). Методическое пособие. — М.: АНО «ПЭБ», 2010.
6. Гуружапов В. А. Очерки проблем психологической поддержки инновационной образовательной деятельности школ. — М.: АНО «ПЭБ», 2010.